# 杨光富
杨光富，北宋诚、徽州（今湖南省西南）侗族先民大姓首领，湖南靖州苗族侗族自治县人。
杨光富的先祖自宋初以来世据诚、徽州，号称“十峒首领”。宋太宗太平兴国四年（979年），祖父杨蕴归顺宋朝。次年杨姓入贡，被封为诚州刺史。宋神宗熙宁八年（1075年），宋朝章惇进兵诚州，他率族姓二十三州峒归附，授他为右班殿直。自此，北宋统治势力深入诚、徽二州，在诚州设官屯兵，布列寨县，招募役人，调役兵，并修筑了从广西融州至誠州的道路。加强了朝廷对当地的控制，也促进侗族先民和周围各地的经济文化交流。